# 喬治·巴桑
喬治·夏爾·巴桑（法語：Georges Charles Brassens，法語發音：[ʒɔʁʒ(ə) ʃaʁl bʁasɛ̃s]，奧克語發音：[ˈbɾasens]；1921年10月22日—1981年10月29日）是一位法國歌手兼作詞人和詩人，他以優雅的歌曲、聲音和吉他的複雜和諧以及多元化的詩歌而聞名。巴桑被認為是法國最偉大的戰後詩人之一，他為知名和相對不知名詩人的詩歌譜曲，其中包括路易·阿拉貢、維克多·雨果、保羅·魏爾倫、讓·黎施潘、維永和安托萬·波爾。

## 童年與教育
巴桑出生於法國埃羅省塞特，是一位法國父親和一位來自義大利南部波坦察省馬西科努沃鎮的義大利母親所生。

他與母親艾薇拉·達格羅莎、父親讓·路易、同母異父的姐姐西蒙（艾薇拉與她的第一任丈夫所生，該丈夫在一戰中陣亡）以及祖父朱爾斯一同在塞特成長。母親艾薇拉對音樂充滿熱愛，巴桑稱她為「歌曲活動家」（militante de la chanson）。

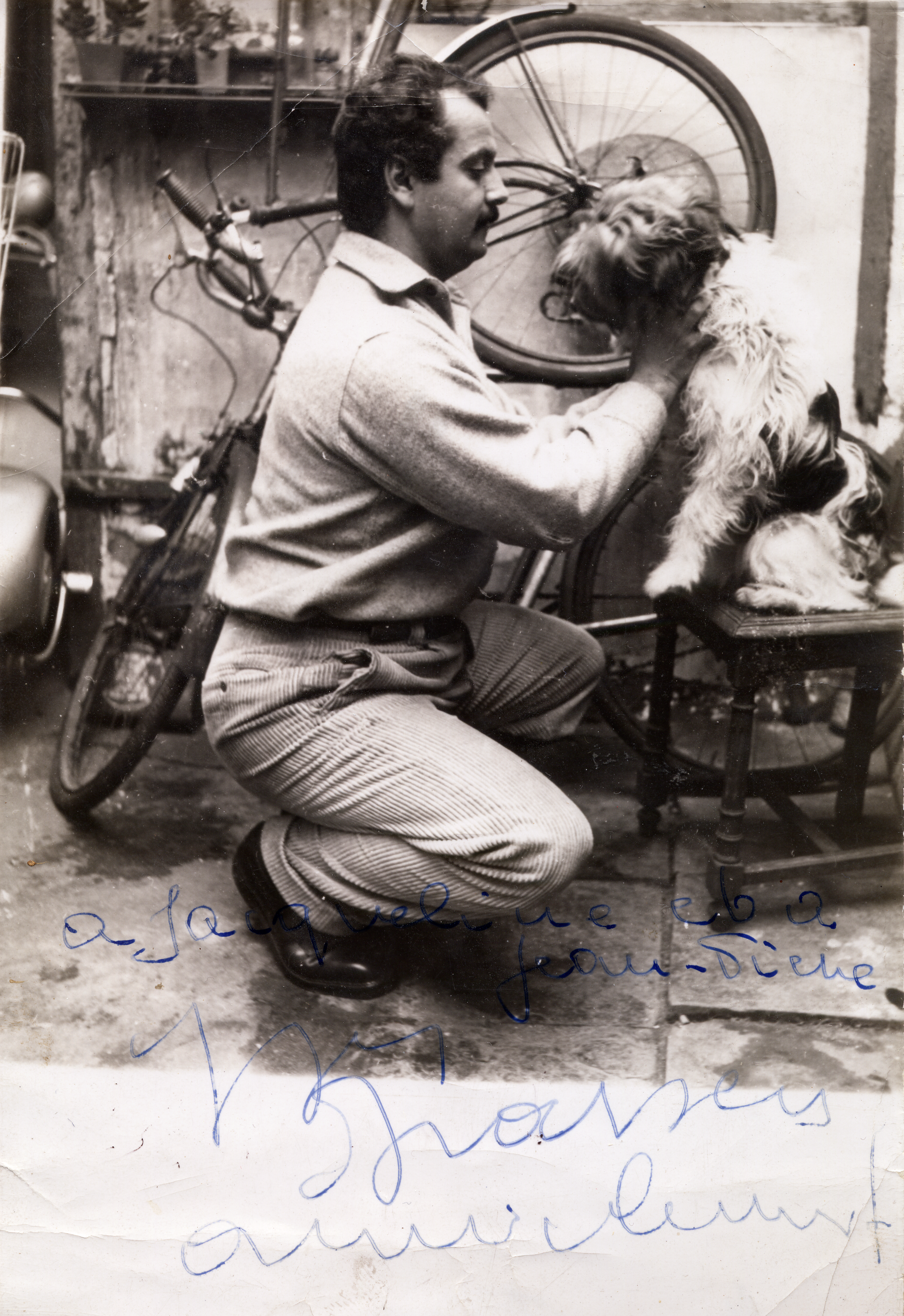
1952年的巴桑

## 職業生涯
巴桑曾與皮埃爾·盧基合作巡演，盧基後來撰寫了一本回憶錄《Avec Brassens》。1952年後，巴桑幾乎沒有離開法國。他僅有幾次前往比利時和瑞士的旅行；1961年在加拿大錄製的音樂於2011年發行；以及一次北非之旅，除此之外，1970年和1973年在威爾士的演出是他僅有的出國演出。1973年在卡迪夫的舍曼劇院的音樂會上，巴桑的忠實粉絲傑克·薩克雷為他開場表演。

## 歌曲
巴桑自彈原聲吉他，通常由他朋友皮埃爾·尼古拉的低音提琴伴奏，偶爾還會有第二把吉他，由巴特雷米·羅索或喬爾·法夫羅演奏。
他的歌曲經常譴責當時保守的法國社會中的偽善和自以為是，尤其是針對宗教界、富人和執法人員。批評往往是間接的，強調他人的善行或純真，形成對比。巴桑以華麗的語言、黑色幽默和輕快的節奏，優雅地表達這些觀點，即使最陰暗的歌詞也能傳達一種歡樂的氛圍。
他的部分最著名曲目包括：
- 《'14–'18大戰》（La Guerre de '14–'18），此曲諷刺了第一次世界大戰被認為是「理想戰爭」的說法，並譴責其為「人類歷史上最大屠場」。此曲後來被英國喜劇雙人組夫蘭達斯與史旺改編為同名諷刺作品，嘲笑傳統的英國軍事榮耀。[5]
- 《朋友第一》（Les copains d'abord），為伊夫·羅伯特導演的電影《朋友們》（1964）創作，歌頌了名為「朋友」的船與友情。此曲被美國樂團Asleep at the Wheel重新詮釋為《Friendship First》，並由波蘭樂隊Zespół Reprezentacyjny翻譯翻唱為《Kumple to grunt》，收錄於其2007年同名專輯中。
- 《給奧弗涅人的歌》（Chanson pour l'Auvergnat），讚美照顧窮困者，於中產階級狹隘與嚴厲執法下仍然慈悲為懷的人。
- 《勇敢的瑪格》（Brave Margot），描繪了一位為小貓哺乳的年輕女孩，吸引眾多男性觀眾。
- 《珍妮的鴨子》（La Cane de Jeanne），獻給他與他人的朋友馬賽爾與珍妮·普朗什。
- 《壞名聲》（La mauvaise réputation），一首半自傳體式的作品，伴隨著朗朗上口的歌詞：「但正直之人不喜見你我獨行（Mais les braves gens n'aiment pas que l'on suive une autre route qu'eux）」。
- 《公共長椅上的戀人》（Les amoureux des bancs publics），描繪了在公共場合親吻的年輕愛侶，讓自命不凡者震驚。
- 《可憐的馬丁》（Pauvre Martin），訴說了一個可憐農夫的苦楚。
- 《大猩猩》（Le Gorille），以幽默之筆觸，講述一隻擁有大陰莖（也因此受到女士愛慕）的猩猩逃出籠子的故事。猩猩將長袍法官誤認為女子，並對其進行性侵。此曲比對了法官在判處一男子斬首死刑時的冷酷與被猩猩襲擊時的懇求。《大猩猩》副歌「小心大猩猩」廣為人知，曾因色情內容而遭禁。此曲被多國翻譯，包括傑克·薩克雷的英譯版《大猩猩兄弟》，希臘歌手克里斯托斯·提瓦伊奧斯的希譯版《大猩猩》，西班牙作詞家華金·卡博内尔的西譯版《大猩猩》，意大利作詞家法布里齊奧·德·安德烈的意譯版《大猩猩》，以及波蘭翻唱樂團Zespół Reprezentacyjny的波譯版《大猩猩》。
- 《費南德》（Fernande），一首歌頌男性陽剛之美的「頌歌」，訴說孤獨男人為激發（或抑制）自我滿足而想到的女子。其著名副歌「當我想到費南德，我硬了，我硬了...（Quand je pense à Fernande, je bande, je bande...）」在法國仍被廣泛認知，[6]並終止了多個女性名字的使用。
- 《懇請葬在塞特的海灘上》（Supplique pour être enterré à la plage de Sète），一首7分18秒的長曲，以詩意而活潑的方式，描述了他希望被埋葬在故鄉沙灘上的願望。
- 《為理念而死》（Mourir pour des idées），描述了為理念而反覆出現的暴力，並呼籲留下和平。此曲被意大利歌手法布里齊奧·德·安德烈翻譯成意大利文，收錄於其1974年專輯《Canzoni》中，並由波蘭樂隊Zespół Reprezentacyjny翻譯為波蘭語，收錄於其2007年專輯《Kumple to grunt》中。

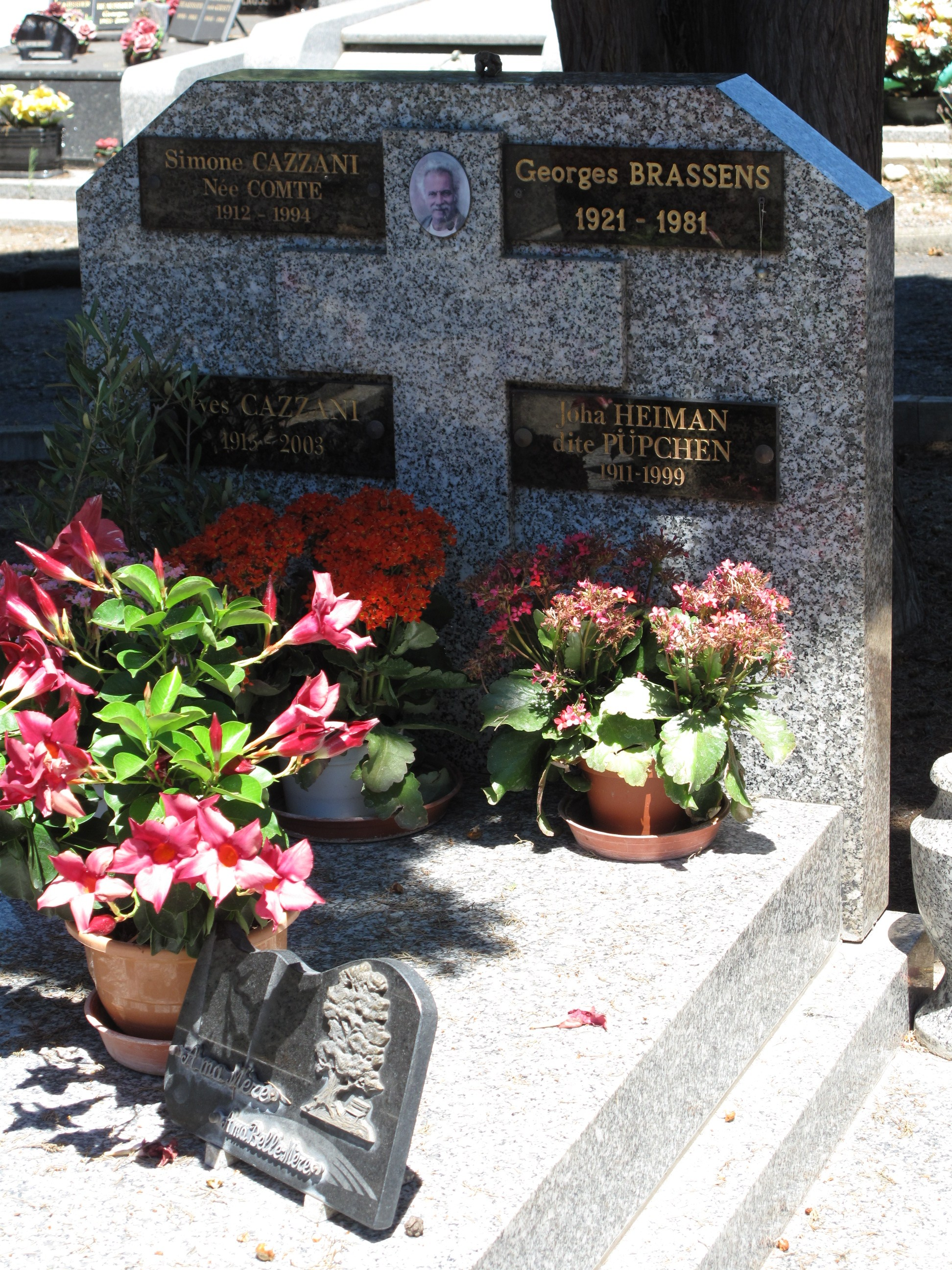
喬治·巴桑位於塞特的Le Py公墓的墓地

## 遺產
2014年，澳大利亞-法國二人組Mountain Men發行了一張現場致敬專輯《Mountain Men chante Georges Brassens》。

## 唱片目錄

### 錄音室專輯
- 1952年：《La Mauvaise Réputation》
- 1953年：《Le Vent (or Les Amoureux des bancs publics)》
- 包括《Pauvre Martin》
- 1954年：《Les Sabots d'Hélène (or Chanson pour l'Auvergnat)》
- 1956年：《Je me suis fait tout petit》
- 1957年：《Oncle Archibald》
- 1958年：《Le Pornographe》
- 1960年：《Les Funérailles d'antan (or Le Mécréant)》
- 1961年：《Le Temps ne fait rien à l'affaire》
- 1962年：《Les Trompettes de la renommée》
- 1964年：《Les Copains d'abord》
- 1966年：《Supplique pour être enterré à la plage de Sète》
- 1969年：《Misogynie à part (or La Religieuse)》
- 1972年：《Fernande》
- 1976年：《Trompe la mort (or Nouvelles chansons)》
- 1979年：《Brassens-Moustache jouent Brassens en jazz》（與Moustache及les Petits français合作的爵士版已發行歌曲；1987年重新發行為《Giants of Jazz Play Brassens》）
- 1982年：《Georges Brassens chante les chansons de sa jeunesse》（翻唱舊歌曲的專輯）

### 現場專輯
- 1973年：《Georges Brassens in Great Britain》
- 1996年：《Georges Brassens au TNP》（錄製於1966年）
- 2001年：《Georges Brassens à la Villa d'Este》（錄製於1953年）
- 2001年：《Bobino 64》
- 2006年：《Concerts de 1959 à 1976》（包括1960年、1969年、1970年、1973年和1976年的音樂會的套裝箱）

## 外部連結
- 维基共享资源上的相關多媒體資源：喬治·巴桑
- （英語） 塞特的布拉森斯博物館 的存檔，存档日期30 October 2013.
- （法語） Georges-Brassens.com （页面存档备份，存于）
- Georges Brassens在互联网电影资料库（IMDb）上的資料（英文）
- （英語） 喬治·布拉森斯頁面，來自每日流血的無政府主義者百科全書
- （英語） 布拉森斯項目 （页面存档备份，存于） 布拉森斯的完整作品，附有英文和意大利文翻譯。Toutes les chansons de Georges Brassens avec les traductions des textes en anglais et italien - Tutte le canzoni di Georges Brassens con i testi tradotti in inglese e italiano.